# Bernhard af Anhalt
Fyrst Bernhard (8.) af Anhalt (tysk: Bernhard (VIII.), Fürst von Anhalt; 25. september 1571 – 24. november 1596) var fyrste af det tyske fyrstendømme Anhalt fra 1586 til sin død i 1596.

## Biografi
Bernhard blev født den 25. november 1571 i Dessau i Anhalt som den tredje søn af Fyrst Joachim Ernst af Anhalt i hans andet ægteskab med Eleonore, datter af Hertug Christoph af Württemberg.
Ved Fyrst Joachim Ernsts død i 1586 arvede Bernhard det forende fyrstendømme Anhalt i fællesskab med sine seks brødre i overensstemmelse med Huset Askaniens familieregler, der ikke tillod nogen deling af territorier mellem arvinger. Da han og hans yngre brødre stadig var mindreårige ved faderens død, fungerede den ældste søn Johan Georg som regent på deres vegne.
Fyrst Bernhard døde 25 år gammel den 24. november 1596 i Tyrnau i Kongeriget Ungarn (i dag Trnava i Slovakiet.

## Eksterne links
- Slægten Askaniens officielle hjemmeside Arkiveret 21. august 2018 hos  Wayback Machine

| Bernhard (8.)Huset AskanienFødt: 25. september 1571 Død: 24. november 1596 | |                                     |
| Titler som regent                                                          | |                                     |
| Foregående: Joachim Ernst 1.                                               | Fyrste af Anhalt 1586 – 1596 med Johan Georg 1. Christian 1. August 1. Rudolf 1. Johan Ernst Ludvig 1. | Efterfølgende: Arvedeling af Anhalt |